# Marsh
Marsh är en udde i Antarktis. Den ligger i Västantarktis. Argentina, Chile och Storbritannien gör anspråk på området.
Terrängen inåt land är platt. Havet är nära Marsh österut. Trakten är obefolkad. Det finns inga samhällen i närheten.